# الشركة العمانية للتنمية والاستثمار
الشركة العمانية العمانية للتنمية والاستثمار ش.م.ع.ع (المعروفة باسم Ominvest ) هي شركة قابضة للاستثمار مقرها في عمان. لديها حصص كبيرة في العديد من الشركات العمانية ، والتي تتراوح بين الخدمات المالية وتطوير العقارات والمواد الغذائية والقطاع الصناعي. 
الشركات التابعة الرئيسية لـعمانيأنفست هي بنك عُمان العربي (51 في المائة ؛ والباقي مملوك للبنك العربي ) والشركة الوطنية للتأمين على الحياة والتأمين العام (NLG) ، مما يسهم بشكل كبير في أرباح الشركة.  وتشمل الاستثمارات الأخرى شركات التمويل الوطنية للتمويل والشركة العمانية أوريكس للتأجير ، وشركة الصناعات الوطنية لصناعة البسكويت ، والشركات الصناعية العمانية كلورين ، والشركة الوطنية للمنظفات ، ومطاحن الحديد الحديثة ، وشركة صلالة للمنتجعات السياحية.  
على الصعيد الدولي ، تمتلك الشركة حصصاً في التأمين العام الدولي في دبي ، وبيت التمويل الوطني في البحرين ، وبودفا بيتش للعقارات في الجبل الأسود . 
في عام 2015 ، اندمجت الشركة مع شركة عمان الوطنية للاستثمار (ONIC).  في ذلك الوقت ، قال المحللون إن الجمع بين الشركتين سيؤدي إلى إنشاء صندوق استثمار أكبر وتحقيق وفورات الحجم لشركاتها الفرعية العاملة.   كما أشارت بدار خليج للأسواق المالية إلى الإدراج المحتمل لبنك عمان العربي و NLG عندما تكون ظروف السوق مواتية.  

## روابط خارجية
- الموقع الرسمي